# Бектурсунов Казбек Шамільович
Казбек Шамільович Бектурсунов (нар. 26 червня 1967 року) — український політтехнолог і медіаконсультант, засновник модного конгломерату LMG Group.

## Біографія
Казбек Бектурсунов народився 26 червня 1967 року в Алмати. У 2000 році приїхав з Москви до Києва для запуску газети «Коммерсантъ Украина», який закінчився невдало. Працював у штабі Юлії Тимошенко на парламентських виборах 2002 року. У 2004 році створив і очолив брендингове агентство InterBrand. У жовтні 2004 року був призначений директором з розвитку рекламного холдингу InterMediaGroup.
У 2005 році знову займався запуском «Коммерсантъ Украина» і став його гендиректором. 90 % «Коммерсантъ Украина» належали російському «Коммерсанту», а 10 % — особисто Бектурсунову. У 2006 році Бектурсунов покинув видання після того, як його частку викупив новий власник видавничого дому «Коммерсантъ» Алішер Усманов.
У березні 2007 року став радником мера Києва Леоніда Черновецького з інформаційної політики та свободи слова. У червні 2007-го було створено «Київський Медіа Холдинг», до якого увійшли п'ять комунальних ЗМІ та головою якого був призначений Бектурсунов. Він же керував передвиборною кампанією з переобрання Черновецького у квітні-травні 2008 року.
У 2009 році Бектурсунов став головним редактором журналу «ТОП 10» про життя в Києві. На парламентських виборах 2012 року працював у штабі Наталії Королевської. У 2012 році зайняв 6-те місце в топ-10 українських політтехнологів за версією проекту «ПолитТех». У 2015 році створив модний конгломерат LMG Group, який об'єднав ряд українських дизайнерів, мас-маркет-брендів та інші активи.

## Особисте життя
У 2007 році одружився з Дар'єю Шаповаловою. У 2012 році у них народився син Давид. У Казбека є сестра Аїда — дружина політконсультанта Дмитра Джангірова і директорка галереї «Лавра».